# Gunnar Müller-Waldeck

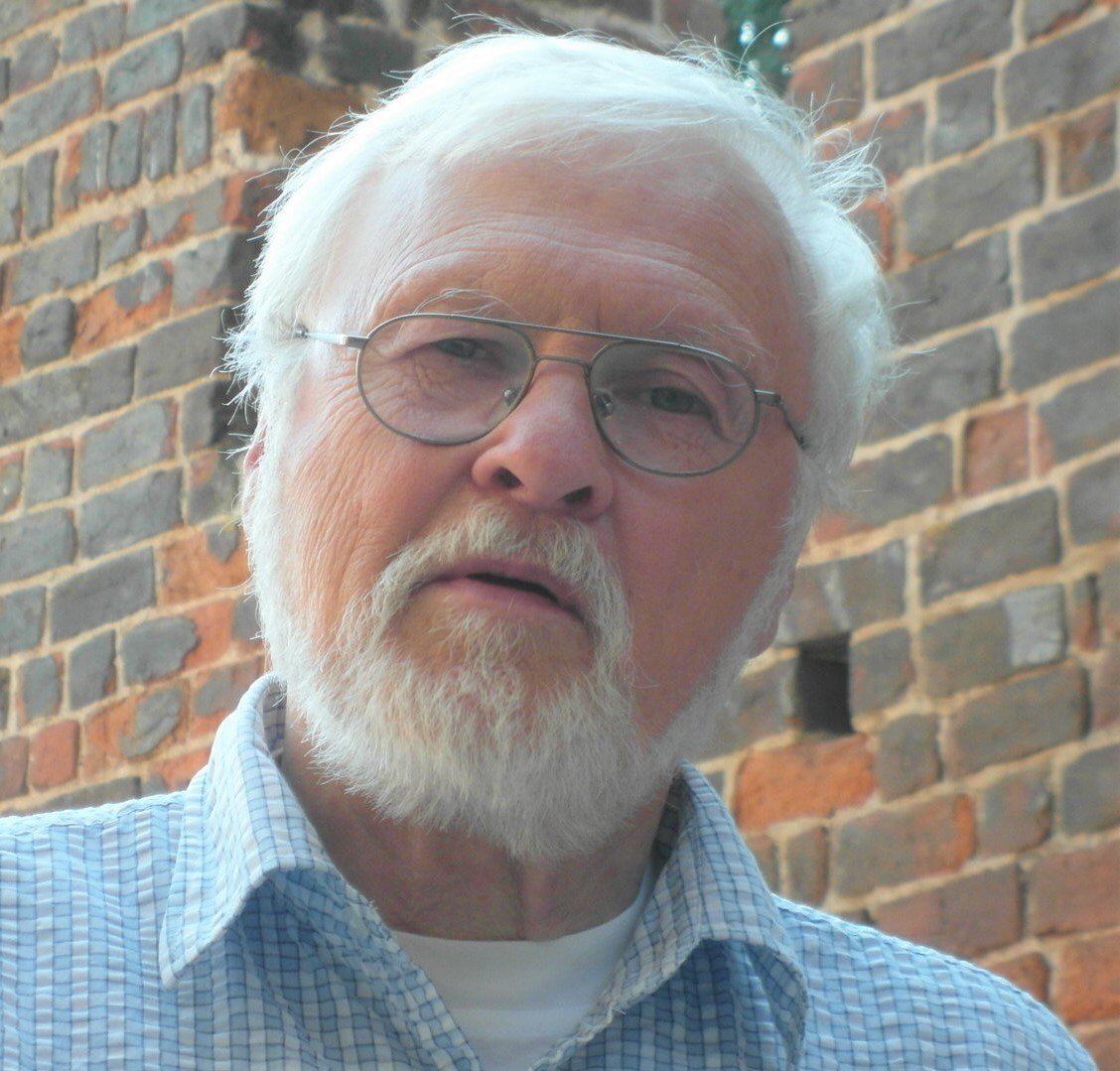
Gunnar Müller-Waldeck (2016)

Gunnar Müller-Waldeck (* 10. April 1942 in Bernburg) ist ein deutscher Autor und Professor für Germanistik, speziell für Literaturwissenschaft.

## Leben und Wirken
Gunnar Müller-Waldeck ist 1942 in Bernburg/Saale geboren und aufgewachsen, er besuchte hier die Grundschule und danach die Oberschule (heute Gymnasium Carolinum), die er 1960 mit dem Abitur abschloss.

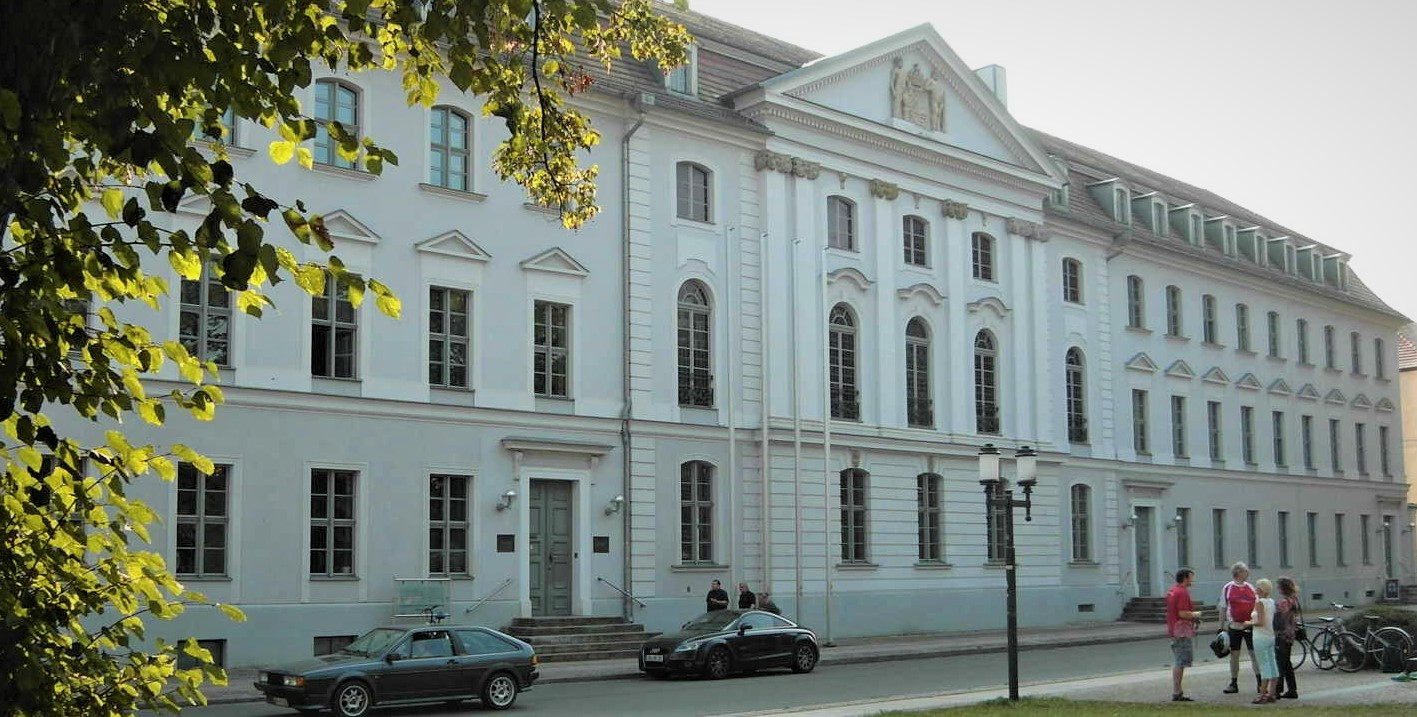
Rektorat und Aula der traditionsreichen Universität Greifswald

Müller-Waldeck studierte danach Germanistik und Geschichte an der Ernst-Moritz-Arndt-Universität Greifswald, promovierte dort 1975 über Aspekte der Brecht-Rezeption in der DDR-Dramatik. Seine Habilitation folgte im Jahre 1978 zum Schaffen von Bertolt Brecht.
Er lehrte als Professor für Literaturwissenschaft an der Universität Greifswald bis zu seiner Emeritierung im Jahre 2007.
Gastdozenturen bzw. Gastprofessuren führten ihn nach Litauen sowie seit der Grenzöffnung und der deutschen Wiedervereinigung auch in die USA sowie nach Schweden und Finnland. Zielländer seiner Vortragsreisen waren Polen, Tschechien, Dänemark, Frankreich und Bulgarien.
Müller-Waldeck verfasste zahlreiche Veröffentlichungen zur Literatur des 20. Jahrhunderts, zur literarischen Tradition des Ostseeraumes und zur sog. Trivialliteratur (Schemaliteratur). Er ist Herausgeber mehrerer Jahrbücher, Konferenzbände und Anthologien. Daneben ist er als Essayist, Feuilletonist, Kritiker bei Presse und Rundfunk und als Hörspielautor tätig.
Müller-Waldeck lebt in der Nähe von Greifswald. Er ist der Enkel des Bernburger Heimatdichters und Mundart-Autors Georg Müller (1864–1933).

## Werke (Auswahl)
- Als Hrsg.: In des Gartens dunkler Laube. Moritaten und Bänkelsang aus vier Jahrhunderten. Rostock: Hinstorff. Lizenzausgabe: Düsseldorf: Claassen 1977, ISBN 3-546-44940-1.
- Vom "Tui"-Roman zu "Turandot". Berlin: Brecht-Zentrum der DDR 1981.
- Als Hrsg.: In des Gartens dunkler Laube. Moritaten und Bänkelsang aus vier Jahrhunderten. Wiesbaden: VMA-Verlag 1981.
- Als Hrsg.: Unter Reu' und bitterm Schmerz. Bänkelsang aus vier Jahrhunderten. 2. Auflage. Rostock: Hinstorff 1981.
- Als Hrsg.: Die tote Braut und andere Moritaten von dem jetzigen Übelstand in der Welt. Reinbek bei Hamburg: Rowohlt 1984, Lizenzausgabe des Hinstorff-Verlages Rostock. Ausgabe für die Bundesrepublik Deutschland, West-Berlin, Österreich und die Schweiz. ISBN 3-499-15308-4.
- Randgestalten literarischen Lebens im Greifswald des 19. Jahrhunderts. Festvortrag zur 6. Plenartagung des Wissenschaftlichen Rates am 29. Mai 1987.  Hrsg.: Der Rektor der Ernst-Moritz-Arndt-Universität Greifswald. Universität Greifswald 1989.
- Literarische Spuren in Greifswald. Mit Fotos von Hans-Joachim Dieme. Hrsg.: Der Rektor der Ernst-Moritz-Arndt-Universität Greifswald. Universität Greifswald 1990.
- "Der Baukunst langer Unbau" – zum Mauer-Gedicht von Volker Braun. Institut für Deutsche Sprache und Literatur der Universität Vaasa, 1993, ISBN 952-9769-03-2.
- Gunnar Müller-Waldeck, Roland Ulrich: Neues von daheim und zu Haus. Erinnerungen an Hans Fallada; Gespräche – Betrachtungen – Dokumente. Hrsg. im Auftrag des Hans-Fallada-Vereins Greifswald e. V. 1993, ISBN 3-548-23257-4.
- Gunnar Müller-Waldeck, Roland Ulrich: Er war der Eiserne Gustav – die Geschichte des legendären Kutschers Gustav Hartmann. Frankfurt/M.; Berlin: Ullstein 1994, ISBN 3-548-35464-5.
- Als Hrsg.: "Nach der Heimat gefragt ..." – Texte von und über Wolfgang Koeppen. Begleitheft zur Wolfgang-Koeppen-Ausstellung: "Mein Ziel war die Ziellosigkeit". Hrsg. im Auftrag des Hans-Fallada-Vereins Greifswald e. V. 1995, ISBN 3-89541-109-4.
- Gunnar Müller-Waldeck, Roland Ulrich (Hrsg.): Hans Fallada. Beiträge zu Leben und Werk. Materialien der 1. Internationalen Hans-Fallada-Konferenz in Greifswald vom 10.06. bis 13.06.1993. Rostock: Hinstorff 1995, ISBN  3-356-00613-4.
- Gunnar Müller-Waldeck, Michael Gratz (Hrsg.): Vernünfte und Mythen. Kolloquium der Universitäten Greifswald und Aarhus zum Thema: Aufklärung Heute? (Mai 1992). Essen: Verlag Die Blaue Eule 1996, ISBN 3-89206-716-3.
- Gunnar Müller-Waldeck, Roland Ulrich (Hrsg.) unter Mitarbeit von Uli Ditzen: Hans Fallada – sein Leben in Bildern und Briefen. Berlin: Aufbau-Verlag 1997, ISBN 3-351-03299-4.
- Als Hrsg.: Drei Kronen und ein Greif. Deutschland in Schweden – Schweden in Deutschland. Bremen: Edition Temmen 1998, ISBN 3-86108-728-6.
- Gunnar Müller-Waldeck, Michael Gratz (Hrsg.): Wolfgang Koeppen: Mein Ziel war die Ziellosigkeit. Hamburg: Europäische Verlags-Anstalt 1998, ISBN 3-434-52009-0.
- Als Hrsg.: Pegasus am Ostseestrand – zwischen Trave, Oder, Küste & Seenplatte.  Literatur & Literaturgeschichte in Mecklenburg-Vorpommern. Hrsg. im Auftrag des Hans-Fallada-Vereins Greifswald e. V. 1999, ISBN 3-86167-096-8.
- Als Hrsg.: Hedwig Courths-Mahler: Da tönt im Herzen mir das Lied – gesammelte Poesie um 1900. Neuendorf-Verlag, Neubrandenburg 2000.
- Wandlungen Gottes. Beiträge einer Ringvorlesung der Theologischen Fakultät zum 60. Todestag Ernst Barlachs. Hrsg.: Der Rektor der Universität Rostock. Von Hermann Michael Niemann; Eckart Reinmuth; Gunnar Müller-Waldeck. Red.: Karl-Heinz Jügelt ; Eckart Reinmuth. Universität Rostock, Theologische Fakultät,  Rostock 2001.
- Die „große Realistin“. Hedwig Courths-Mahler oder die Wahrheit der Märchen. In: Neue Deutsche Literatur. Bd. 535, 2001, S. 140–155. Mit Entgegnung von Sigrid Töpelmann: Flucht in den Frieden. In: ebenda, Bd. 538, 2001, S. 142–152.
- Auf Dichters Spuren – literarischer Wegweiser durch Mecklenburg-Vorpommern. Mit Ortslexikon, Karte, Routenvorschlägen, ausgewählten Autorenporträts, Literaturempfehlungen und Bildern. Rostock: Hinstorff 2003, ISBN 3-356-01018-2 (mit Jürgen Grambow).
- Der eiserne Gustav – die Geschichte des legendären Droschkenkutschers Gustav Hartmann. Berlin: Das Neue Berlin 2008, ISBN 978-3-360-01936-3.
- Als Hrsg.: Die Ostsee meiner Erinnerungen. Kindheiten in Mecklenburg und Pommern. Kiel: Ludwig 2009, ISBN 978-3-86935-017-2.
- Als Hrsg.: Georg Müller: Mei Anhalt, wu ich heeme bin. Mundartgeschichten und Gedichte. Dessau: Anhalt-Edition 2009, ISBN 978-3-936383-15-7.
- Als Hrsg.: Hans Fallada: Pechvogel und Glückskind – ein Märchen für Kinder und Liebende. Graphik Werner Schinko. Neubrandenburg: Federchen 2010, ISBN 978-3-941683-02-0.
- Literarische Erkundung des Nordens. Notizen zu Skandinavien und Deutschland. Hrsg.: Kurt Genrup. Institutionen för Kultur- och Medievetenskaper, Etnologi, Umeå Universitet. Ume°a : Inst. för Kultur-och-Medievetenskaper/Etnologie 2011, ISBN 978-91-7459-242-9.
- Der Wilde von den Sandwichinseln. Unterhaltsames über Dichter, Denker, Strategen und Haudegen in Mecklenburg und Vorpommern. Elmenhorst / Vorpommern: Edition Pommern 2014, ISBN 978-3-939680-19-2.
- Hans Fallada – nach wie vor. Betrachtungen – Erinnerungen – Gespräche – biographische Splitter. Elmenhorst / Vorpommern: Edition Pommern 2016, ISBN 978-3-939680-32-1.
- Als Hrsg.: Marianne Wintersteiner: So fang es heimlich an – Von Hans Fallada zu Hannes Valentin. Illustrationen Regina B. Apitz. Elmenhorst/Vorpommern: Edition Pommern 2017, ISBN 978-3-939680-38-3.
- Nachwort und als Hrsg.: Friede Birkner: Unsere Mutter Hedwig Courths-Mahler – Erlebtes, Erzähltes, Erinnertes. Bildrecherche und Bildbearbeitung Helmut Erfurth. Anhalt Edition Dessau, Inh. Regina Erfurth, August 2017. ISBN 978-3-936383-28-7.
- Die Torte in der Landschaft. Unterhaltsame kulturgeschichtliche Streifzüge um Dichter, literarische Orte und Landschaften in Mecklenburg und Vorpommern . Elmenhorst/Vorpommern: Edition Pommern 2018, ISBN 978-3-939680-42-0.
- Ernst Moritz Arndt heute: Vom Nutzen, sich Widersprüchen zu stellen. Festvortrag zu E. M. Arndts 250. Geburtstag im Theater Putbus. In: 250 Jahre Ernst Moritz Arndt – Rückblick auf das Jubiläumsjahr. Schriftenreihe der Ernst-Moritz-Arndt-Gesellschaft e. V., Groß Schoritz 2020, S. 6–18.
- Als Hrsg.: Zwei ungleiche Vettern – Johannes Halben und Wolfgang Koeppen. Edition Pommern, Elmenhorst/Vorpommern 2021, ISBN 978-3-939680-53-6.
- Vom Durst nach Franzosenblut, Beobachtungen um Arndts Hassgesänge und ihr historisches Schicksal. In: Ernst Moritz Arndt in seiner Zeit – Pommern vor, während und nach der napoleonischen Besetzung, hrsg. von Dirk Alvermann und Irmfried Garbe in: Reihe V – Forschungen zur pommerschen Geschichte, Veröffentlichung der historischen Kommission für Pommern. Böhlau Verlag, Wien; Köln; Weimar 2021, S. 181–193.

## Preise und Auszeichnungen (Auswahl)
- 2002/2003 als Preisträger von Humboldtstiftung/Riksbankens Jubileumsfond zum Forschungsaufenthalt an der Universität Umeå (Schweden).